# Regimentul 2 Infanterie (1916-1918)
Regimentul 2 Infanterie a fost o unitate de nivel tactic care s-a constituit la 14/27 august 1916, prin mobilizarea unităților și subunităților existente la pace aparținând de Regimentul Vâlcea No. 2. Regimentul a făcut parte din organica Brigăzii 3 Infanterie, fiind dislocat la pace în garnizoana Râmnicu Vâlcea. La intrarea în război, Regimentul 2 Infanterie a fost comandat de colonelul Traian Moșoiu. Regimentul 2 Infanterie a participat la acțiunile militare pe frontul românesc, pe toată perioada războiului, între 14/27 august 1916 - 28 ocotmbrie/11 noiembrie 1918.
Drapelul de luptă al regimentului a fost decorat cu cea mai înaltă distincție de război, Ordinul „Mihai Viteazul”, clasa III:
„Pentru eroismul de care au dat dovadă ofițerii, subofițerii și soldații regimentului, în luptele de la Panta, Muntele Pologaș, Negovanul Mare, Cisnădia,  Moh, Rășinari, Gura Râului, Fântânele-Cacova, Dealul Cioara, în august și Septembrie 1916, precum și în luptele susținute in timpul retragerii la Colți Pleșiu, Zănoaga, Cărbunari, Inotești și Mizil, în octombrie și noiembrie 1916.”
Înalt Decret no. 5218 din 13 decembrie 1919

## Decorații
- Ordinul „Mihai Viteazul”, clasa III[3]